# تيوفيلو هيريرا سواريز
تيوفيلو هيريرا سواريز (بالإسبانية: Teófilo Herrera Suárez) هو أخصائي فطريات مكسيكي، ولد في 24 فبراير 1924 في مدينة مكسيكو في المكسيك.